# Санта-Лузия-ду-Итаньи
Санта-Лузия-ду-Итаньи (порт. Santa Luzia do Itanhy) — муниципалитет в Бразилии, входит в штат Сержипи. Составная часть мезорегиона Восток штата Сержипи. Входит в экономико-статистический микрорегион Эстансия. Население составляет 15 336 человек на 2006 год. Занимает площадь 336,2 км². Плотность населения — 45,62 чел./км².

## История
Город основан в 1835 году.

## Статистика
- Валовой внутренний продукт на 2004 составляет 45.657.232,00 реалов (данные: Бразильский институт географии и статистики).
- Валовой внутренний продукт на душу населения на 2004 составляет 3.148,12 реалов (данные: Бразильский институт географии и статистики).
- Индекс развития человеческого потенциала на 2000 составляет 0,545 (данные: Программа развития ООН).